# タングト
タングト（モンゴル語: Tanγut、生没年不詳）は、チンギス・カンの長男のジョチの息子で、モンゴル帝国の皇族。『集史』などのペルシア語史料ではتنکقوت（tankqūt）と記される。

## 概要
『集史』「ジョチ・ハン紀」によると、タングトはジョチの六男であり、兄にはオルダ（長男）、バトゥ（次男）、ベルケ（三男）らがいた。
ジュヴァイニーの『世界征服者の歴史』はモンゴル帝国のルーシ・東欧遠征に従軍した指揮官を述べる箇所で、ジョチ家の王族からはバトゥ、オルダ、タングトら3名が参加したと記している。オルダは言うまでもなく左翼の将であり、バトゥが遠征軍全体の司令官であることを踏まえると、ルーシ・東欧遠征においてタングトは右翼の将として従軍したと考えられる。
また、『集史』「オゴデイ・カアン紀」にはジョチ・ウルスを訪れたクルクズ（モンゴル帝国のイラン総督）が「タングトを訪れ、その後ホラズム経由でホラーサーンに帰還した」との記述がある。この記述からは、(1)クルクズがわざわざ立ち寄らざるを得ないほど、タングトがバトゥから自立した一個の勢力を有していたこと、(2)タングトの遊牧地がキプチャク草原からホラズムを経由してホラーサーンに向かう途上にあったこと、の2点がわかる。以上の点から、赤坂恒明はタングトが中央ウルス（＝バトゥ・ウルス）、左翼ウルス（＝オルダ・ウルス）に並ぶ「右翼ウルス」の当主であり、その遊牧地はホラズム地方の西方に当たるマンギシュラク地方～エンバ川流域（初期のジョチ・ウルスの中では西方＝右翼に当たる領域）に存在していた、と結論付けた。
タングト以後の右翼ウルスについては不明な点が多いが、タングトの弟のチンバイの系統に「自身のウルスを統治した」と記される王族が散見され、彼らがタングトの地位を継承して「右翼ウルス」の当主になったとみられる。

## 子孫
『集史』「ジョチ・ハン紀」第1部タングトの条では、タングトに2人の息子（スベデイとトクズ）がいたこと、彼等の息子と孫の世代までの人名が記されている。
- ジョチ(Jöči ＞朮赤/zhúchì,جوچى خان/jūchī khān)
  - タングト(Tanγut ＞تنکقوت/tankqūt)
    - スベデイ(Sübüdei ＞سوبادای/sūbādāy)
      - マジャル(Maǰar ＞ماجار/mājār)
        - クルク(Kürüg ＞کوروک/kūrūk)

      - キチク・コニチ(Kičig qoniči ＞کیجیک قونیچى/kījīk qūnīchī)
        - ボラチャル(Boračar ＞بوراچار/būrāchār)
        - クチェ・テムル(Küče temür ＞کویجا تیمور/kūyjā tīmūr)
        - イシュテン(Išten ＞یشتان/īshtān)
        - ドルト(Dortu ＞دورتو/dūrtū)

    - トクズ(Toqus ＞توقوز/tūqūz)
      - カリムタイ(Qalimutai ＞قاریموتای/qālīmūtāy)
      - アルスラン(Arslan ＞اریسلان/arīslān)
      - ブラルギ(Buralγi ＞بورالقی/būrālqī)